# 黃潤達
黃潤達（英語：Ivan Wong Yun-tat，1980年6月18日—），註冊社工，前香港葵青區議會葵涌邨南選區議員，前街工成員，香港泛民主派成員。自幼在基層家庭長大，在廣東省惠州市出生，1987年隨家人移居香港，2002年加入街工。2007年首次當選葵青區議員並一直連任，後來於2021年5月12日表示已向葵青區議會主席請辭，而任期直至同年5月31日。此外，2016年他作為名單首位，曾代表街工參選2016年香港立法會選舉新界西選區。

## 從政經歷
黃潤達早年就讀觀塘官立中學。中五畢業後因成績不理想而轉到觀塘功樂官立中學就讀預科。後來入讀香港城市大學，修社工副學士。2002年大專畢業後加入街工，成為社區幹事。
2004年，他替街工的梁耀忠在立法會選舉中助選。及後專注在葵涌邨做地區工作。其中一項重要工作是爭取到在邨內興建電梯塔，方便居民在住所與商場之間往返。
2007年區議會選舉，葵涌邨出現了罕見的泛民主派內訌。除了黃潤達，民主黨的林立志亦參選，民建聯則派了歐陽寶珍出選。黃潤達仍以近一半票數當選。
2011年區議會選舉，葵涌邨選區一分為二，黃潤達和黨友梁錦威雙雙勝出。
2016年以街工名義與周偉雄及梁靜珊合組名單參選2016年立法會選舉新界西地方組別，並以「基層自主　共抗霸權」為選舉理念，被視為街工的「接班人」。可惜只集中地區工作，而論壇表現亦未能拓闊其知名度。而由戴耀廷發起的雷動計劃中，黃潤達亦未被催票。選舉最終以20,974票(3.48%)落選。
2018年7月1日正式退出街工。
2021年5月12日，黃潤達以拒絕宣誓為由向區議會主席請辭，區議員任期至5月31日結束。

## 長跑生涯
黃潤達自2013年起開始愛上長跑，喜愛在不同地方留下腳印，先後在香港、澳門、台北、高雄等地完成馬拉松，未來亦會繼續挑戰不同地區的馬拉松。他認為跑馬拉松不只鍛鍊意思，更是鍛鍊意志、恒心和毅力的最佳活動。15公里長跑的個人最好成績是1小時27分36秒 （2015年），而馬拉松的個人最好成績是5小時52分57秒 （2017年）。

## 外部參考
- 葵青區議會 - 葵青區議會議員資料 黃潤達先生（页面存档备份，存于）
- 黃潤達 Facebook（页面存档备份，存于）

| 議會席位      | 議會席位                                            | 議會席位        |
| ------------- | --------------------------------------------------- | --------------- |
| 前任： 周立仁 | 葵青區議會葵涌邨選區 2008年1月1日－2011年12月31日   | 繼任： 選區重組 |
| 前任： 首任   | 葵青區議會葵涌邨中選區 2012年1月1日－2015年12月31日 | 繼任： 選區重組 |
| 前任： 首任   | 葵青區議會葵涌邨南選區 2016年1月1日－2021年5月31日  | 空缺            |